# Antonio Galeano
Antonio Galeano, né le 22 mars 2000 à Asuncion, est un footballeur paraguayen qui évolue au poste d'attaquant au Club Nacional.

## Biographie

### Carrière en club
Formé au Club Rubio Ñu, Galeano arrive au São Paulo FC en novembre 2018, sous forme de prêt avec option d'achat, rejoignant d'abord l'effectif reserve du club brésilien. S'illustrant notamment avec les équipes de jeunes du SPFC — il est meilleur buteur des moins de 20 ans en 2020, avec 18 buts, en plus de 4 passes décisives — il intègre peu à peu l'effectif professionnel lors de la Série A 2020, compétition retardée de plus de 4 mois à cause du covid.
Il fait ses débuts avec les Tricolor le 25 novembre 2020, lors d'un match nul 1-1 en championnat chez le Ceará SC,. Fort de ses débuts au Brésil, son prêt avec le club de São Paulo est prolongé en janvier 2021 pour une année de plus,.
Définitivement intégré à l'effectif professionnel en 2021 sous l'égide de Hernán Crespo, Galeano joue notamment un rôle important dans le titre des siens en Championnat de São Paulo, prenant part à 7 matchs pour et un but, ainsi qu'un doublé de passes décisives lors de la victoire 3-2 contre Guarani,.

### Carrière en sélection
Antonio Galeano est international paraguayen dès les moins de 17 ans, disputant le Championnat sud-américain 2017 et la Coupe du monde qui suit. Auteur de deux buts et une passe décisives en phase de groupe. Mais en huitième de finale il reste impuissant face aux États-Unis, qui s'imposent 5-0 grâce à un triplé de Timothy Weah.

## Palmarès
| São Paulo FC - Championnat de São Paulo (1) : - Champion : 2021. |